# Bisbat de Mâcon
El bisbat de Mâcon (francès: Diocèse de Mâcon, llatí: Dioecesis Matisconensis) és una seu suprimida de l'Església Catòlica a França.

## Territori
La diòcesi comprèn part de la Borgonya. Quedava delimitada al nord pel bisbat de Chalon, a l'est i al sud per l'arquebisbat de Lió, i a l'oest pel bisbat d'Autun.
La seu episcopal és la ciutat de Mâcon, a l'actual departament de Saona i Loira, on l'església de Sant Vicenç feia de catedral.
En vigílies de la Revolució francesa la diòcesi comprenia 252 parròquies, subdividides en 6 arxiprestats: Cluny, Beaujeu, Charlieu, Vérizet, Le Rousset i Vaurenard.

## Història
La diòcesi està documenta per primera vegada a mitjans del segle vi: en el Concili d'Orléans de 538 estava present el bisbe Plácido, present també al Concili de París de 552. El castrum Matisconensis, capital del Comtat de Mâcon poblat pels Edui, era formava part de la província romana de la Gàl·lia Lugdunense; la diòcesi era, per tant, sufragània de l'arxidiòcesi de Lió, seu metropolitana de la província.
D'acord amb Duchesne, al Concili Nacional dels borgonyons del 517 hi va haver un bisbe de Mâcon, mentre que Plàcid va assistir a Orléans el 538; l'historiador francès arribà a la conclusió que va ser en aquesta època que va ser erigida la diòcesi, coincidint amb el final del regne de Borgonya (534) i la partició de la Lugdunense prima entre els prínceps merovingis.
Cap al final del segle vi i el segle següent, es van dur a terme a Mâcon alguns sínodes importants de l'Església de la Gàl·lia, sota la protecció de Guntram, rei de Borgonya. Segons una tradició llegendària, en un d'aquests Concilis (585) es va discutir si les dones tenien ànima o no; va ser Gregori de Tours qui va desmembrar aquesta llegenda. En total, es van celebrar sis Concilis a Mâcon: 579, 581 o 582, 585, 624, 906 i 1286.
Entre els primers bisbes de Mâcon hi havia algunes figures sagrades: sant Plàcid, el primer bisbe conegut de la diòcesi; sant Eusebi, que va participar en diversos concilis entre el 581 i el 585; sant Florentí, esmentat en la vida de sant Germà de París escrita per Venanci Fortunat. A aquests, la tradició ha afegit altres bisbes sants: Salvino, Nizio i Giusto.
L'abadia de Cluny, fundada a principis del segle x, era part de la diòcesi de Mâcon, però va obtenir l'exempció de l'autoritat episcopal durant el segle xi, malgrat l'oposició del bisbe Drogó.
La catedral, dedicada a sant Vicenç de Saragossa, va ser reconstruïda en estil romànic per Leuboldo de Brancion al segle xi i gòtic al voltant de 1240. Avui dia queden poques estructures de l'edifici: de fet, amenaçant amb la ruïna i sense tenir recursos per a restaurar-la, es va decidir en 1795 la seva demolició, que va començar el 1799.
Durant les guerres de religió, la ciutat va ser conquerida pels protestants l'any 1562, que la va conservar durant uns anys, fins al 1567.
La seu de Mâcon va ser suprimida després del concordat amb la butlla Qui Christi Domini del Papa Pius VII del 29 de novembre de 1801 i el seu territori incorporat en el de l'arxidiòcesi de Lió i la diòcesi d'Autun.
A partir del 19 de juliol de 1853, els bisbes d'Autun poden portar el títol de bisbes de Mâcon.
La seu de Mâcon va tenir quatre cardenals: Philibert Hugonet, Charles de Hémard de Denonville, Jean le Jeune i Claude de Longwy de Givry.

## Cronologia episcopal
El catàleg episcopal més antic de Mâcon està contingut al cartulari de la catedral de Sant Vicent, conegut com el Livre enchaîné; el primer bisbe esmentat és sant Nicet, l'últim és Aymon, que va viure a la primera meitat del segle xiii. Del bisbe Braiding (Braidemus) és el catàleg complet i verificable amb les dades històriques. Per als nou bisbes anteriors, és molt incompleta, falten cinc bisbes es van reunir gràcies a fonts externes al catàleg.
- Sant Placido † (abans del 538 - després del 552)[5]
- Sant Salvino † (citat el 560)[6]
- Sant Nicezio †[7]
- Chelidonio (o Celodonio) † (citat el 570)[5]
- Sant Giusto †[8]
- Sant Eusebio † (abans del 581 - després del 585)
- Sant Fiorentino † (vers 561 o 599)[9]
- Decio I †
- Deodato † (abans del 614 - després del 650)[10]
- Mommolo †[11]
- Decio II †[12]
- Domnolo † (citat el 743)[13]
- Gondolfo †
- Adalranno †[14]
- Ildebaldo † (abans del 814 - després del 830)[5]
- Braidingo † (abans del 853 - després del 862)
- Bernardo † (abans del 866 - 27 d'agost de 873 mort)
- Lamberto † (abans del 875 - després de l'11 de setembre de 878)[15]
- Gontardo † (abans del 15 d'octubre de 879 - després del 881)
- Sant Gerardo † (abans del 887 - vers 926 renuncià)[16]
- Leuboldo † (citat el 928 aproximadament)
- Berno † (928 - 936)
- Maimbodo † (937 - 17 d'octubre de 962 mort)
- Teutelmo † (962 - 17 d'octubre de 967 mort)
- Adone † (vers 968 - 971 mort)
- Giovanni † (vers 973 - juny de 977 mort)
- Milone † (abans del 981 - 996 mort)
- Leuboldo de Brancion † (996 - 1018 renuncià)
- Gauslin di Vienne † (abans del 1020 - 1030 o 1031 renuncià)
- Gauthier de Brancion † (1031 - d'agost de 1062 mort)
- Drogon † (1062 - 5 de març de 1072 mort)
- Landry de Berzé † (14 d'abril de 1074 - 1096 mort)
- Bérard de Châtillon † (1096 - 20 de juliol de 1121 mort)
- Jocerand de Baisenens † (1121 - 17 de juliol de 1143 mort)
- Ponce de Thoire † (1144 - 1166 mort)
- Étienne de Bâgé † (1167 - vers 19 de març de 1184 mort)
- Renaud de Vergy † (1185 - 5 de setembre de 1198 mort)
- Ponce de Villars † (1199 - 30 de gener de 1221 renuncià)
  - Sede vacante
- Aymon † (1228 - 19 d'octubre de 1242 mort)
- Seguin de Lugny † (1242 - maig de 1262 mort)
- Jean de Damas † (1262 - 16 de desembre de 1264 mort)
- Guichard de Germolles † (de desembre de 1264 - 17 d'octubre de 1276 mort)
- Pierre de la Jaisse † (11 d'octubre de 1279 - 17 d'abril de 1284 mort)
- Hugues de Fontaines † (1284 - 25 de novembre de 1300 mort)[17]
- Nicolas de Bar † (1301 - 1330 mort)
- Jean de Salagny † (1330 - 1359 mort)
- Eudes † (1359 - 21 de març de 1360 mort)[18]
- Philippe de Sainte-Croix † (12 d'octubre de 1360 - 1380 mort)
- Jean de Boissy † (5 d'octubre de 1380 - 29 de març de 1389 nomenat bisbe d'Amiens)
- Thiébaud de Rougemont † (29 de març de 1389 - 20 d'agost de 1395 nomenat arquebisbe de Vienne)
- Pierre de Ravat, C.R.S.A. † (20 d'agost de 1395 - 29 de març de 1398 nomenat bisbe de Saint-Pons-de-Thomières)
- Pierre de Juys † (21 d'octubre de 1409 - 8 de maig de 1412 mort)
- Jean Christini † (26 de juliol de 1412 - ? mort)
- Geoffroy de Saint-Amour † (2 de setembre de 1418 - 1 d'octubre de 1430 mort)
- Jean le Jeune † (10 de gener de 1431 - 26 d'abril de 1433 nomenat bisbe d'Amiens)
- Jean de Macet † (20 d'octubre de 1434 - 30 d'agost de 1448 mort)
- Guido de Ruppeforti † (30 d'octubre de 1448 - desembre de 1450 mort)
- Etienne Hugonet † (17 de març de 1451 - ? mort)
- Philibert Hugonet † (2 d'octubre de 1472 - 14 de desembre de 1484 mort)
- Etienne de Longwy † (3 de març de 1488 - 1510 renuncià)
- Claude de Longwy de Givry † (24 d'abril de 1510 - 1528 nomenat bisbe de Langres)
- François-Louis Chantereau, O.S.A. † (10 de novembre de 1529 - 24 de setembre de 1531 mort)
- Charles de Hémard de Denonville † (7 de febrer de 1532 - 9 de desembre de 1538 nomenat bisbe d'Amiens)
  - Sede vacante (1538-1541)
- Antoine de Narbonne, O.S.B. † (28 de setembre de 1541 - 6 d'octubre de 1542 mort)
- Pierre du Châtel † (2 d'abril de 1544 - 12 d'octubre de 1551 nomenat bisbe d'Orléans)
- François de Faucon † (12 d'octubre de 1551 - 15 de desembre de 1553 nomenat bisbe de Carcassonna)
- Amanieu de Foix † (6 de juliol de 1556 - ? renuncià)
- Giovanni Battista Alamanni † (29 de maig de 1560 - 13 d'agost de 1582 mort)
- Luca Alemanni † (18 de juliol de 1583 - 7 d'agost de 1598 nomenat bisbe de Volterra)
- Caspar Dinet, O.M. † (2 d'agost de 1599 - 30 de novembre de 1619 mort)
- Louis Dinet † (28 de setembre de 1620 - 3 d'octubre de 1650 mort)
- Jean de Lingendes † (13 de febrer de 1651 - 2 de maig de 1665 mort)
- Michel Colbert † (11 d'octubre de 1666 - 28 de novembre de 1676 mort)
- Michel Cassagnet de Tilladet † (11 d'octubre de 1677 - 6 de setembre de 1731 mort)
- Henri-Constance de Lort de Serignan de Valras † (9 de juny de 1732 - 8 de novembre de 1763 mort)
- Gabriel-François Moreau † (9 d'abril de 1764 - 6 de setembre de 1801 renuncià)
  - Seu suprimida